# 테르외뉴 드 메리쿠르

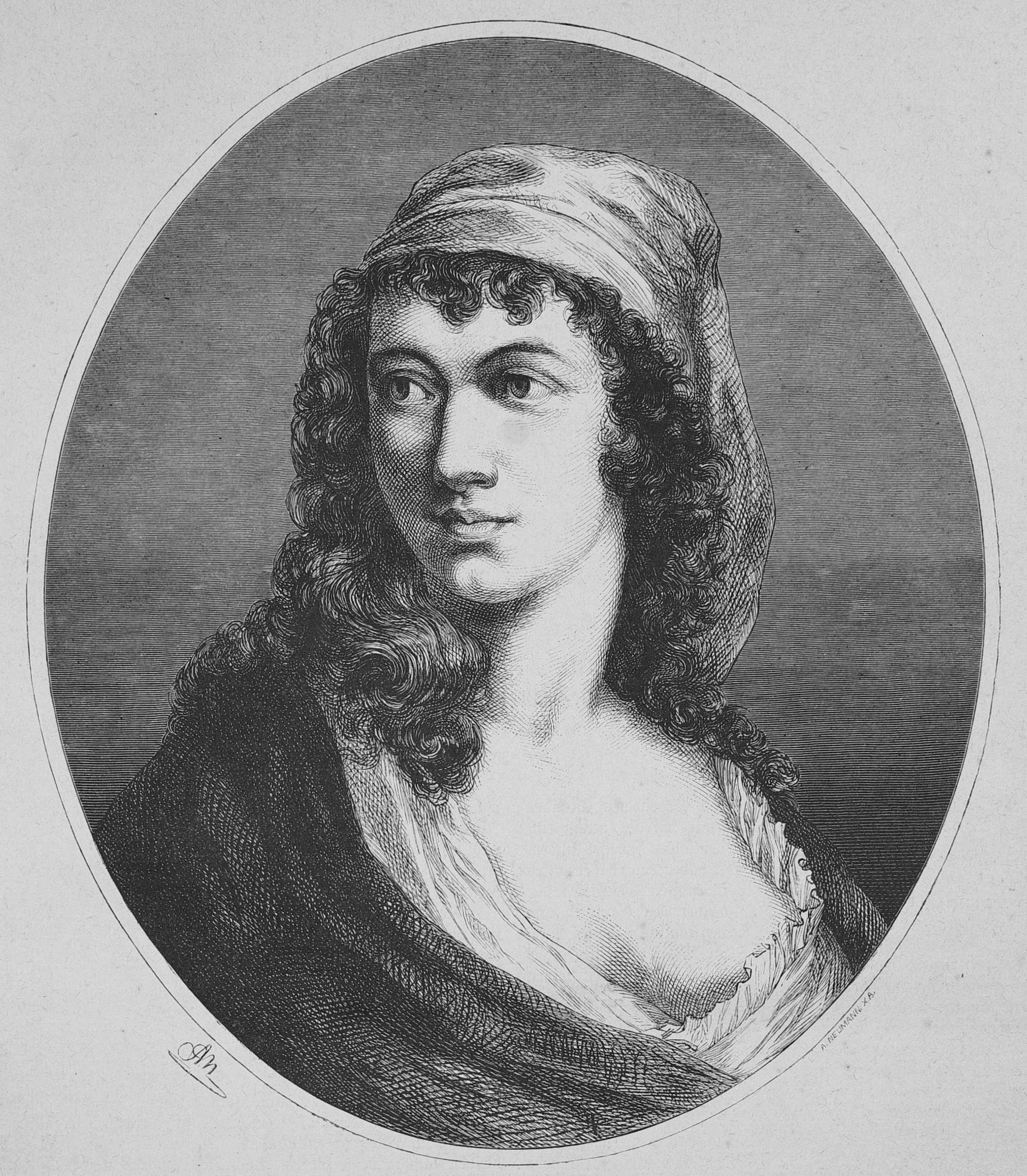
1879년의 메리쿠르

테르외뉴 드 메리쿠르(1762년 8월 13일 ~ 1817년 7월 9일)는 프랑스 대혁명의 과격 여성 혁명가이다. 그녀는 현 벨기에, 룩셈부르크의 작은 마을 마르쿠르(메리쿠르라는 이름의 유래)에서 태어났다. 그녀는 프랑스 혁명 언론에서의 그녀의 묘사 뿐만 아니라 이후 그녀의 정신적 쇠약과 제도화로 알려져 있다.